# هاشم الخزندار
هاشم الخزندار (1936- 2 يونيو 1979 م )، زعيم ديني في قطاع غزة وأحد مؤسسي ورجالات الإخوان المسلمين منذ عام 1934.

## نشأته وتعليمه
ولد الشيخ هاشم الخزندار في غزة في عام 1915 م الموافق 1334 هـ، وجده الشيخ عبد اللطيف. نزحت أسرته في فترة الحرب العالمية الأولى إلى نابلس، حيث توفيت والدته وهو في عمر السادسة.
تلقى تعليمه الأساسي  في كتاب الشيخ حسن أبو شهلا، ثم التحق بمدرسة الرشيدية وظل بها حتى أنهى المرحلة الثانوية.
درس الأزهر الشريف عام 1934م وتخرج منها، وعمل إماما للشافعية في المسجد الكبير بغزة، ومأذونا شرعيا، كما عمل في التجارة.

## مع الإخوان المسلمين
التقى حسن البنا في القاهرة وانضم إلى جمعية الإخوان المسلمين، وعندما اندلعت الثورة الكبرى في فلسطين عام1936 كان من مؤيدي  أمين الحسيني واللجنة العربية العليا لفلسطين.
شارك في مظاهرات القاهرة 1941 تأييدا لثورةرشيد الكيلاني في العراق، واعتقل في سجن الأجانب في باب الخلق لثلاثة أشهر، ثم رحّل بالقطار إلى صرفند بفلسطين مع إخوانه الشيخ مشهور الضامن والشيخ سالم النجدي والشيخ علي الدويك والشيخ مدحت فتفت والشيخ إبراهيم القطان والشيخ مصطفى السباعي والشيخ فارس الحمدانى والشيخ يوسف المشاري، واستمر اعتقالهم أربعة أشهر ثم أطلق سراحهم.
بدأ مع مجموعة من الأصدقاء في عام1943بتشكيل ما عرف بجماعة العرب ثم حركة العرب في فلسطين، وتواصلوا مع الإخوان المسلمين في الأردن وسوريا والعراق ونشطوا في تهريب الأسلحة إلى فلسطين.
شارك في تنظيم معسكرات تدريب المتطوعين للقتال في فلسطين في حرب عام 1948.
اعتقل عام عام 1965 على خلفية علاقته بتنظيم سيد قطب.
في 6/3/1970م استشهد ابنه البكر طالب الهندسة في يوغسلافيا محمد نعمان أثناء التدريب في سوريا حيث كان من نشيطين حركة فتح في قطاع غزة ومصر وسورياويوغسلافيا.
لعب دورا في تأسيس المجمع الإسلامي في غزة في عام1973 الذي أسسه الشيخ سليم شراب والشيخ أحمد ياسين.
أُعتقل أبناؤه بدر الدين ومحسن ومأمون في عام 1974م وأُفرج عن بدر بعد خمسة وأربعين يوم ومحسن بعد سنة ونصف أمّا مأمون بعد ستة سنوات كما هُدم جزء كبير من منزله ومُنع من ترميمه لمدة سنتين بقرار عسكري.

## اغتياله
اغتيل يوم 2 يونيو 1979 على يد أحد المجموعات العسكرية الفلسطينية وهو خارج من صلاة الفجر من المسجد العمري حيث طعن عدة طعنات أدت إلى مقتله. وكان ذلك على خلفيه تنظيمه وفداً من قطاع غزة إلى جمهورية مصر العربية لتأييد الرئيس السادات بعد زيارته إلى القدس وتوقيعه اتفاقيه السلام مع دولة الكيان الصهيوني وقد شارك في هذا الوفد عدد من شخصيات القطاع التي اختارها وقد استقبل الوفد في القصر الجمهوري وسلطت الأضواء على هذه الزيارة بوسائل الإعلام المصرية والذي انتقدتها منظمة التحرير الفلسطينية وفصائلها في حينه.